# Lorenzo Brunet
Lorenzo Brunet (Badalona, 1873-Barcelona, 1939) fue un dibujante y acuarelista español.

## Biografía

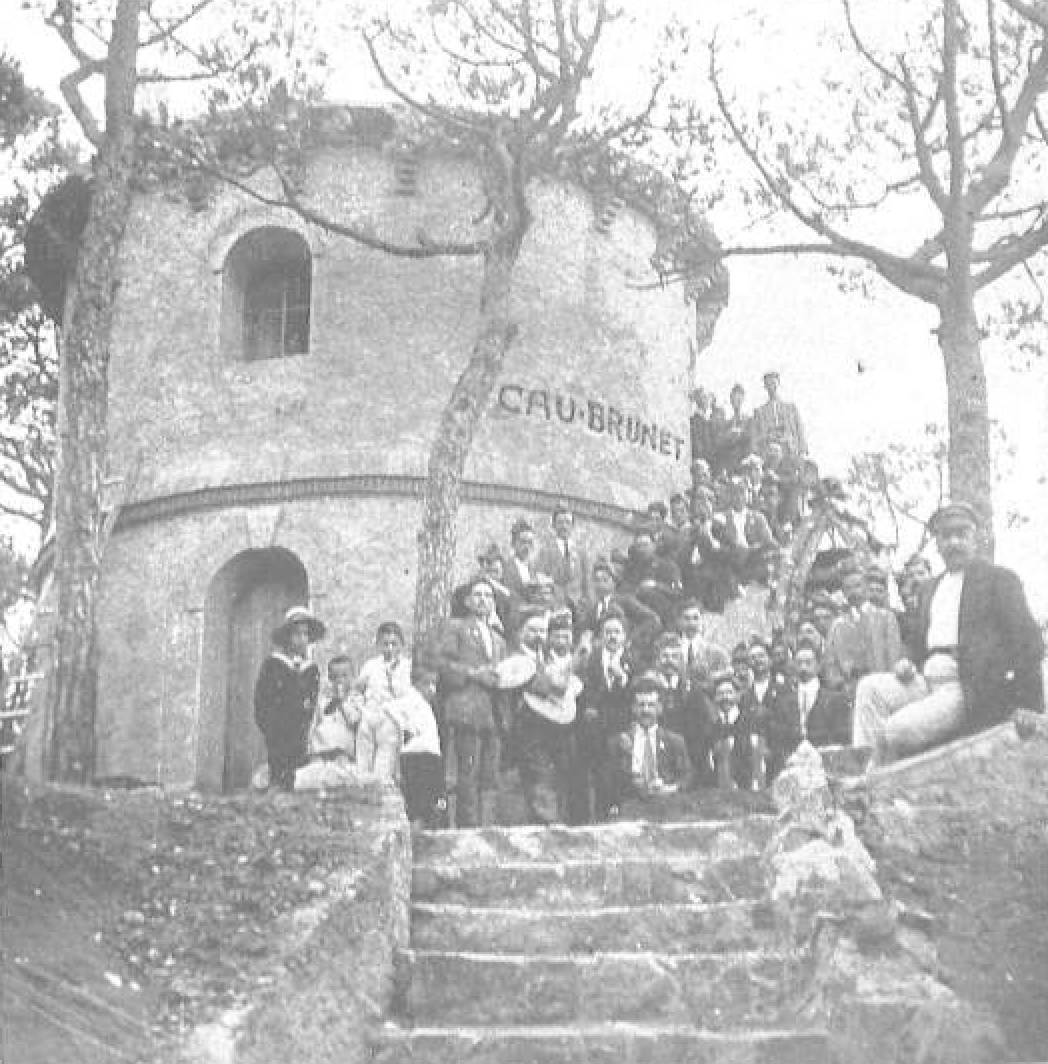
Cau Brunet

Nacido en 1873 en Badalona,  estudió en Escuela de Bellas Artes de Llotja, donde tuvo como maestros a Antoni Caba, Claudio Lorenzale y Eusebi Planas. Brunet, que hacia 1930 trabajaba como profesor de dibujo, como acuarelista participó en las exposiciones celebradas en Barcelona los años 1911, 1918, 1919 y 1921 y como dibujante cultivó los ex libris, la caricatura y el cartel. A mediados de la década de 1910 se hizo construir en los alrededores de la cartuja de Montealegre un chalet, el Cau Brunet, que cumplía la función de museo.
Colaboró en L'Esquella de la Torratxa, La Campana de Gràcia y El Diluvio Ilustrado, firmando sus dibujos como Bru-Net. De entre sus obras ilustradas, merece destacarse el Àlbum de testes de la terra, recopilación de tipos de varias comarcas catalanas. También fue conocido como coleccionista de obras de arte y antigüedades catalanas.
Falleció en Barcelona en 1939.